# Ornithogalum fuscescens
Ornithogalum fuscescens är en sparrisväxtart som beskrevs av Pierre Edmond Boissier och Charles Gaillardot. Ornithogalum fuscescens ingår i släktet stjärnlökar, och familjen sparrisväxter. Inga underarter finns listade i Catalogue of Life.